# Scrapter chloris
Scrapter chloris là một loài Hymenoptera trong họ Colletidae. Loài này được Eardley mô tả khoa học năm 1996.